# Кључ (Бугарска)
Кључ (буг. Ключ) је насељено место у општини Петрич у области Благоевград, Бугарска. Према попису из 2021. године било је 740 становника.
Према бугарском географу и историчару, Василу Канчову, у Кључу је 1900. године живело 800 Турака и 200 Словена хришћана. Код Кључа се 29. јула 1014. године одиграла битка на Беласици између Самуиловог и Византијског царства. Село се први пут помиње у хрисовуљи из 1336. године краља Стефана Душана којима потврђује прилоге великаша Хреље светогорском манастиру Хиландару. После Балканских ратова турско становништво се иселило а на њихово место су насељене словенске избеглице из околине Кукуша (око 70 породица). Након Првог светског рата било је досељеника из околине Струмице и околине Валовишта. Касније је било досељеника из села са планине Огражден.